# Enoplognatha malapahabanda
Enoplognatha malapahabanda är en spindelart som beskrevs av Alberto Barrion och James A. Litsinger 1995. Enoplognatha malapahabanda ingår i släktet Enoplognatha och familjen klotspindlar.
Artens utbredningsområde är Filippinerna. Inga underarter finns listade i Catalogue of Life.